# Опистограф (палеография)
Опистограф (греч. ὄπισθεν «обратная сторона» + γράφω «пишу») — античный письменный носитель (табличка, папирус, пергамент, камень), исписанный с обеих сторон. В отличие от папирусного свитка, который обычно исписан только с одной стороны, или от современной двусторонней печати (когда текст наносится на обе стороны листа, как в книгах или документах).
Опистограф использовался для создания частных списков (единственная рукописная копия книги, созданная для личного использования, в отличие от «тиражных» изданий скрипториев). Чтобы сэкономить папирус, частные копии часто делали опистографами — писали текст на обратной стороне уже использованного свитка. Так например был написан труд Аристотеля «Афинская полития».